# Александров Микола Дмитрович
Микола Дмитрович Александров (рос. Николай Дмитриевич Александров, нар. 4 лютого 1961, Москва) — російський літературознавець та літературний критик, теле-і радіоведучий.

## Біографія
Закінчив філологічний факультет МГУ, кандидат філологічних наук (1991 року, дисертація про прозаїка Олександра Ертеля). З 1986 року — співробітник Музею Пушкіна в Москві, потім завідувач Музеєм-квартирою Андрія Білого на Арбаті.
З 1990 року — книжковий оглядач радіо «Ехо Москви» (програма «Книжечки»), співведучий програми «Радіодеталі».
Потім одночасно ведучий програм телеканалу «Культура»: «Порядок слів» та «Різночитання».
1999 року Микола Дмитрович брав участь у «круглому столі» журналу «Дружба народов», № 11 за 1999 р. «Про прозу реальну та віртуальну». Підготовка до публікації Н. Ігрунова.

## Творчий доробок
Автор збірки літературно-історичних нарисів Силуэты пушкинской эпохи (М.: Аграф, 1999. — 320 с. — ISBN 5-7784-0081-0) та книги Тет-а-тет. Беседы с европейскими писателями (Б.С.Г.-Пресс, 2010. — 416 с. — ISBN 978-5-93381-300-2). Зараз веде єдину на телебаченні програму про літературу — «Книги» на телеканалі Дощ і викладає в РДГУ.

## Політичні погляди
У березні 2014 року, після російської інтервенції в Україну, разом з рядом інших відомих діячів науки і культури Росії висловив свою незгоду з політикою російської влади в Криму. Свою позицію вони виклали у відкритому листі
У травні 2018 року приєднався до заяви російських літераторів і вчених на захист засудженого у Росії українського режисера Олега Сенцова.

## Сім'я
Одружений.